# Adelaar (filmprijs)

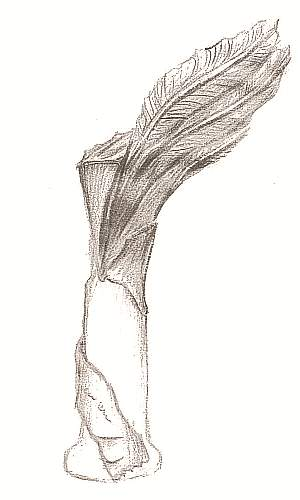
Tekening van het beeldje, behorend bij de filmprijs

De Adelaar is de grootste Poolse filmprijs van de Poolse Filmacademie en wordt sinds 1999 in 18 categorieën uitgereikt. De stichter van de Adelaars is Dariusz Jabłoński, regisseur en filmproducent en huidige voorzitter van de Poolse Filmacademie. De Partner van de Poolse filmprijs is het bedrijf PricewaterhouseCoopers (PwC), dat ook toezicht houdt op de toekenning van de Oscars. De uitreikingsceremonie gebeurt onder patronage van het Ministerie van Cultuur en Nationaal Erfgoed.

## Prijsuitreiking
Elk jaar zijn er tientallen kandidaten voor de prijzen. In de belangrijkste categorieën, d.w.z. de beste film, acteur, actrice, mannelijke en vrouwelijke bijrol en Europese film, stemmen bijna 600 leden van de Filmacademie. Ze stellen ook een laureaat voor voor
de prijs voor de volledige carrière (life achievement award). In de andere categorieën stemmen alleen specialisten in bepaalde categorieën (bv. regisseurs voor de beste regisseur). De stemming heeft twee rondes, gebeurt geheim en per brief. De laureaten worden
beloond tijdens het officiële gala dat op de eerste maandag van maart plaatsvindt. Alle genomineerden krijgen een uitnodiging om lid van de European Filmacademie te worden.

## Verloop
De eerste ronde duurt van januari tot februari en tegelijkertijd vindt er een overzicht van de genomineerde films plaats. Dit overzicht bevat in feite de beste Poolse films van het voorafgaande jaar. Het vindt plaats in de bioscoop Iluzjon in Warschau en wordt gesteund door de Poolse Nationale Cinematografische Bibliotheek.

## Beeldjes

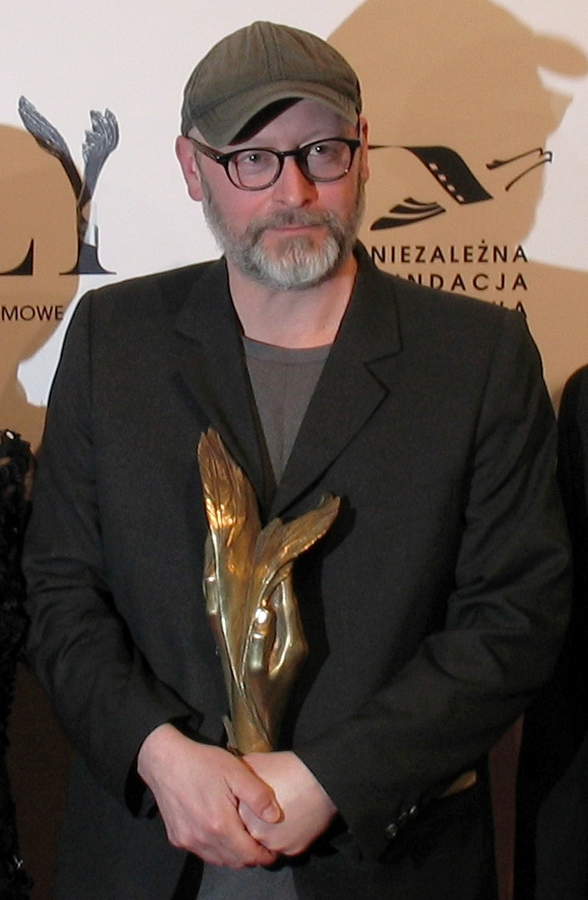
Wojcieh Smarzowski met het beeldje van de Adelaar

Het beeld van de Adelaar werd in 2001 door de Poolse beeldhouwer Adam Fedorowicz ontworpen. Elk beeld wordt handgemaakt. De bronzen figuur symboliseert alleen een vliegende adelaar. Zijn uitgespreide vleugels liggen op een witte sokkel van marmer. De sokkel is in een bronzen, op een film lijkende band gewikkeld. Het beeld is 37 cm groot en weegt twee kilogram.

## Categorieën
In 1999 zijn de Adelaars voor het eerst in twaalf categorieën verdeeld. Tegenwoordig zijn er echter achttien categorieën (voor elke categorie zijn er twee tot zes nominaties).
- beste film (sinds 1999)
- beste Europese film (sinds 2005)
- beste documentaire (sinds 2013)
- beste regisseur (sinds 1999)
- beste scenario (sinds 1999)
- beste acteur (sinds 1999)
- beste mannelijke bijrol (sinds 2000)
- beste actrice (sinds 1999)
- beste vrouwelijke bijrol (sinds 2000)
- beste cinematografie (sinds 1999)
- beste muziek (sinds 1999)
- beste scenografie (sinds 1999)
- beste kostuumontwerp (sinds 2001)
- beste montage (sinds 1999)
- beste geluid (sinds 1999)
- ontdekking van het jaar (sinds 2008)
- publieksprijs (sinds 2002)
- carrièreprijs (sinds 1999)